# Mira Louen
Mira Louen, née le 13 octobre 1985, est une céiste allemande pratiquant le slalom.

## Palmarès

### Championnats du monde
- Médaille de bronze en 2011 à Bratislava en C1.
- Médaille de bronze en 2013 à Prague en C1 par équipes.

### Championnats d'Europe
- Médaille d'argent en 2011 à La Seu d'Urgell en C1.
- Médaille d'or en 2012 à Augsbourg en C1 par équipes.
- Médaille d'or en 2012 à Augsbourg en C1.